# ACES II

2003年9月14日、アイダホでのサンダーバーズの展示飛行中にF-16からACES II射出座席で脱出するアメリカ空軍のクリストファー・ストリックリン少佐。少佐に怪我はなかった。

ACES IIは、レイセオン・テクノロジーズ（RTX）のコリンズ・エアロスペース部門が製造した射出座席システムである。ACESはAdvanced Concept Ejection Seat（先進射出座席）の頭文字をとったもの。A-10、F-15、F-16、F-2、F-22、F-117、B-1、WB-57、B-2などの航空機で使用されている。2013年時点で10,000席以上のACES IIが生産され、5,000席以上が世界中で利用されている。アメリカ空軍が座席の権利を所有しているため、交換部品の競争的調達がしやすく、ライフサイクルコストが最も低い第三世代座席として業界で知られている。さらに、就航中の5,000座席の購買力と以前の耐用年数延長プログラムにより、サポートコストがさらに削減されている。 
この座席は第三世代とされ、先進的な機能を備える。例えば、脱出状況（対気速度と高度）を感知し、乗員にかかる力を最小限に抑えるために、適切な減速用パラシュート及びメインパラシュートの展開を選択する。座席は完全に冗長化されたデジタル電子シーケンサによって制御されており、座席が空中を飛び、乗員を安全に地上に降下させるための適切な座席部品を決定し、起動する。このシーケンサーは墜落データ記録装置を搭載する。この記録装置は、後の墜落調査時に分析可能となっており、脱出の運動状態や事象中の乗員への負荷がわかる。座席推進システムは乗務員の体重を補正する技術が特別設計されており、103ポンドの小柄な女性乗務員が245ポンドの男性パイロットと同等の加速を得られる。この座席は、デジタルシーケンス、冗長性の追加、安定性の向上、四肢拘束、構造のアップグレード、受動的ヘッドレスト・ネックレストなど、計画された製品改良プログラムにより、長年にわたって更新されてきた。ACES IIの射出時の傷害率は、600回以上の生還した脱出で証明されているように、世界で最も低い部類に入る。背中の負傷率は、他の多くの射出座席では20-40%であるのに対し、ACES射出座席では1%に過ぎない。 
A-10、F-15、F-117、B-1、B-2では、キャノピー投棄システムと緊急脱出の両方を作動させるために、連結した発射ハンドルを使用する。両ハンドルは同じことを実行するので、どちらか一方を引くだけでよい。F-22、WB-57、F-16では、コックピットのスペースの制約から、パイロットの足の間にハンドルが1本しかない。 
ACES II射出座席の背面飛行時の最低射出高度は、150ノットIASで地上高度約140フィート（43m）である。座席性能はMIL-S-9479に準拠しており、各航空機の用途に合わせて調整されている。コックピットを出てすぐにメインパラシュートを展開することで、250ノットEAS以下での優れた地形余裕高度性能を実現している。また、メインパラシュートを射出シーケンスのこの早い段階で展開できる唯一の放出シートでもある。 
ACES射出座席はもともとカリフォルニア州ロングビーチでマクドネル・ダグラスによって開発・生産された。ウェーバー・エアクラフト社もまた、アメリカ空軍の「リーダー/フォロワー」プログラムの一環としてこの座席を生産していた。1980年代後半にマクドネル・ダグラスの生産ラインは、カリフォルニア州ロングビーチからフロリダ州タイタスビルに移転した。ウェーバー・エアクラフトのACES生産ラインは、アメリカ空軍の射出座席の需要が低下したため、最終的に閉鎖された。1990年代後半には、ボーイングとマクドネル・ダグラスが合併し、合併後もボーイングの名を維持している。1999年、グッドリッチはボーイングからACES製品ラインを買収し、最終的にコロラドスプリングスにある、グッドリッチが所有するエアクラフト・マニュファクチュア（AMI）へ生産ラインを移転した。2012年には、ユナイテッド・テクノロジーズ・コーポレーション（UTC）がグッドリッチ社を買収した。2018年、UTCはロックウェル・コリンズを買収し、UTC・エアロスペース・システムズと統合してコリンズ・エアロスペースを設立した。現在、ACESシート製品ラインは、コロラド州コロラドスプリングスにあるコリンズ・エアロスペース・スペシャルティ・シーティング社と、カリフォルニア州フェアフィールドにあるコリンズ・エアロスペース・ユニバーサル・プロパルジョン社によって製造され続けている。 